# Ли Сынхун (проповедник)
Ли Сынху́н, в крещении получил имя Пётр (хангыль 이승훈, ханча 李承薰, 1756—1801) — первый проповедник христианства в корейском государстве Чосон.

## Биография
Родился в 1756 году в Сеуле, в знатной семье. Его отец был чиновником высокого ранга. Успешно сдав экзамены-кваго, Ли Сынхун решил не поступать чиновником на государственную службу.
В 1779 году в Чосоне появилось общество изучения христианской веры. Во главе его стояли философ Чон Ягъён и Квон Чхольсин, ученик Ли Ика, собрания проходили в буддийском монастыре Чуоса близ Сеула. Ли Сынхун стал активным членом этого общества, которое установило отношения с католическими миссионерами в империи Цин. В 1783 году с помощью отца Ли Сынхуну удалось попасть в состав чосонского посольства, направлявшегося в Пекин. Уже в начале 1784 года был крещён по католическому обряду и получил имя в честь апостола Петра. Вернувшись в Чосон, Ли Сынхун крестил троих членов общества изучения христианства. Образовалась первая христианская община в Корее, которая тайно проводила службы раз в семь дней. Количество крещёных корейцев увеличивалось, в основном это были дворяне-янбан. Ким Бому́, выходец из среднего класса, предоставил свой дом для собраний этой церкви. В 1775 году деятельность христиан была раскрыта властями, церковные собрания прекратились, Ким Бому был казнён. Но уже в 1776 году собрания возобновились, Ли Сынхун принял епископский сан, продолжал проповедовать и крестить корейцев.
Конфликт между традиционными верованиями корейцев и христианством состоял в почитании предков. Двое прихожан Ли Сынхуна: Юн Чжичхун и Квон Санъён открыто пренебрегали ритуалами культа предков и молились за почивших родственников по католическому ритуалу. Оба они были казнены.
После смерти вана Ёнджо у власти была его вдова королева Чонсун, ставшая регентом сначала во время правления её сводного внука Чонджо, а потом во время правления её сводного правнука Сунджо. После внезапной смерти Чонджо гонения на христиан усилились. В 1801 году было убито более 300 корейских христиан. Ли Сынхун был арестован и подвергнут пыткам, чтобы вынудить его отречься от «заблуждений».
Казнён 8 апреля 1801 года.